# Homoporus simplex
Homoporus simplex is een vliesvleugelig insect uit de familie Pteromalidae. De wetenschappelijke naam is voor het eerst geldig gepubliceerd in 1956 door Szelényi.